# بريدراغ بانوفيتش
بريدراغ بانوفيتش (من مواليد 28 أكتوبر 1969 في برييدور، جمهورية البوسنة والهرسك الاشتراكية، يوغوسلافيا) هو ينتمي إلى صرب البوسنة والهرسك الذي اتهم بارتكاب جرائم حرب من قبل المحكمة الجنائية الدولية ليوغوسلافيا السابقة لأفعاله في معسكر كيراتيرم خلال حرب البوسنة والهرسك. اعترف بالذنب في جميع التهم في صفقة وحكم عليه بالسجن ثماني سنوات مع احتساب لمدة 716 يوم من الوقت الذي قضاها.
قُبض على بانوفيتش مع شقيقه التوأم نيناد بانوفيتش في 8 نوفمبر 2001 في صربيا. واجه 13 تهمة بارتكاب جرائم ضد الإنسانية و12 تهمة بانتهاك قوانين الحرب. وعولجت قضيته مع قضايا زيليكو ميكيتش ومومسيلو غروبان ودوسان فوشتار ودوسكو كنيسيفيتش وأشير إليها باسم «معسكرات عمرسكا وكيراتيرم». في 28 يوليو 2004 نُقل بانوفيتش إلى فرنسا ليقضي عقوبته في سجن فرنسي والذي أكمله وأُطلق سراحه منذ ذلك الحين.